# Фонд Пограниччя
Фонд Пограниччя — неурядова організація, яка не веде політичної чи економічної діяльності. Від 17 листопада 2009 року фонд має статус громадської організації.
Фонд був створений у травні 1990 року. Його засновниками були аніматори культури, які працювали раніше в театрах «Гардженіце» (село Гардженіце, під Любліном) і «Стоп» (Слупськ), у Центрі Культури «Домбрувка» в Познані, і в Культурному Центрі у Чорній Домбрувці на Кашубах. Співпрацею ці осередки зв'язали себе вже у другій половині 80-х років, організовуючи спільно кожного року «Сільські Зустрічі. Міжнародні Семінари Альтернативної Культури» в Чорній Домбрувці. Під час здійсненої в 1990 році багатомісячної «Подорожі на Схід» дісталися до Сейн.
Програмна діяльності Фонду повністю присвячена поширенню духу пограниччя і побудові мостів між людьми різних релігій, національностей і культур. Фонд має свою штаб-квартиру в Сейнах. До 2010 року фонд базувався в Сувалках, звідки згодом був перенесений в Красногруду. У 2003 році було створено Товариство Друзів Фонду Пограниччя, зареєстроване в Сполучених Штатах Америки, чий офіс розташований в Олександрії округ Вашингтон. Кошти на свою діяльність Фонд отримує, перш за все, з грантів, що присуджуються через різні установи та організації, а також від приватних осіб. Фонд тісно співпрацює з Центром «Прикордоння мистецтв, культур, народів», з яким пов'язаний Договором про співпрацю.
Невід'ємною частиною Фонду Пограниччя є видавництво «Пограниччя», яке видає культурний часопис «Krasnogruda» (ISSN 1230-7645) та книги в області художньої літератури, публіцистики, історії, антропології.